# Піскарьова Тетяна Анатоліївна
Тетя́на Анато́ліївна Піскарьо́ва (нар. 31 серпня 1976, м. Мала Виска, Кіровоградської області) — українська співачка, композиторка, Заслужена артистка України (2003).

## Біографія
Тетяна Піскарьова народилася 31 серпня 1976 року в місті Мала Виска, Кіровоградської області в сім'ї військовослужбовця та фінансистки.
Зважаючи на те, що батько Тетяни був військовим, її дитинство проходило в різних куточках України. Сім'я майбутньої співачки жила в Києві, Одесі та Дніпрі. Проте значний відрізок життя, 12 років, Таня прожила в Кривому Розі. Саме в місті металургів вона закінчила загальноосвітню та музичні школи. Ще навчаючись в Криворізькому музичному училищі по класу фортепіано, Тетяна розпочинає свою трудову діяльність викладачем вокалу в Криворізькій музичній школі №8. У 1995 році, після закінчення музичного училища, працює в Центрі дитячої творчості керівником дитячого гуртка «Горицвіт». У 1997-му - створює і стає керівником Дитячого театру естради «Аліса» в Кривому Розі. 
Протягом 1997-2001 років творчу роботу з дітьми вона поєднує з сольною виконавською діяльністю та навчанням у Миколаївській філії Київського національного університету культури та мистецтв (спеціальності - «режисер масових заходів та видовищ» і «організатор дозвілля»).
З 1997 року Тетяна Піскарьова бере участь в різноманітних Всеукраїнських та міжнародних пісенних конкурсах і фестивалях естрадних виконавців, стає лауреатом та володаркою Гран-прі:
- - Гран-прі Всеукраїнського телефестивалю «Мелодія» (Львів, 1997),
- - Гран-прі Всеукраїнського фестивалю «Боромля» (Ворзель, 1998),
- - лауреат Всеукраїнського конкурсу «Пані + Пан» (Тернопіль, 1998),
- - лауреат Міжнародного фестивалю «Зорепад»[що це?][джерело?] (Угорщина[де?], 1998),
- - Гран-прі Президента України на Всеукраїнському фестивалі-конкурсі «Пісенний вернісаж» (Київ, 1999),
- - лауреат Всеукраїнського молодіжного музичного фестивалю «Червона рута» (Дніпропетровськ, 1999),
- - лауреат Міжнародного фестивалю «Слов'янський базар»[2] (Вітебськ, Білорусь, 2001)

та багато інших.
Для професійної реалізації кар'єри співачки в 2000 році Тетяна Піскарьова переїжджає до Києва. З того часу співачка стала постійною учасницею концертів, присвячених державним та професійним святам, а також брати участь у зйомках популярних телепроєктів. У рамках державної програми «Дні української культури» під керівництвом легендарного режисера Бориса Шарварка Тетяна виступала в концертних залах Казахстану, Туркменистану, Білорусі, Молдови та Сибіру.
У столиці Тетяна Піскарьова продовжує поєднувати артистичну діяльність з науково-педагогічною. У період з 2000 до 2008 року вона працює викладачем, старшим викладачем, доцентом кафедри естрадного співу Київського національного університету культури та мистецтв.
З 2001 року Тетяна працювала артистом-солістом Зразково-показового оркестру Збройних Сил України, а у березні 2002-го разом з делегацією МВС України відвідала з концертною програмою наш миротворчий підрозділ в Косово, за що отримала звання учасника бойових дій.
19 грудня 2003 року Тетяні Піскарьовій присвоєно почесне звання «Заслужений артист України».
У 2008 році Тетяна Піскарьова стає вокальним тренером телевізійного проєкту «Фабрика зірок-2», у наступному - «Фабрика зірок-3» на Новому каналі. Також у 2009-му співачка  Тетяна представляє авторську методику з розвитку вокальної майстерності «Я і мій голос» та працює автором і ведучою програми «Батьківські збори» на радіостанції «Ера-ФМ». 
У 2010 році Тетяна Піскарьова знімається в художньому фільмі українського режисера Олександра Даруги «Гербарій Маші Колосової», стає спеціальним експертом і коментатором «Євробачення-2011» і тренує вокал учасників музичного талант-шоу «Народна зірка» на телеканалі «Україна». У цьому ж році співачка засновує відому в Україні «Фабрику Естради Тетяни Піскарьової».
З 2009 року Тетяна організувала та стала режисером-постановником наступних благодійних заходів:
- фестивалю «Любов - це Я!» за участю дітей-сиріт і своїх підопічних артистів з телевізійного проєкту «Фабрика зірок»,
- дитячих концертів на підтримку хворих дітей «Пісенька року» та «Птах надії»,
- дитячого музично-літературного проєкту «Чотири сезони поезії та краси»,
- концертів-казок за участю дітей та зірок «Загадаю Миколаю»,
- Всеукраїнського конкурсу естрадного вокалу «Місто мрії». 
З вересня 2012 року Тетяна Піскарьова працює в Київській муніципальній академії естрадного та циркового мистецтв кафедри музичного мистецтва.
Через кілька місяців після початку російської збройної агресії проти України Тетяна Піскарьова написала пісню «Мамина молитва», яка стала першим «Музичним листом на війну» з однойменного циклу пісень співачки. Далі були представлені пісні: «Мій тато - герой!», «Расскажу тебе о любви», «Хоробре серце», «Обними меня» та «Вставай, о земленько моя». З цим унікальним музичним проєктом співачка дала десятки благодійних концертів, об'їздивши військові частини та шпиталі на Донеччині, Київщині, Житомирщині, Львівщині, Чернігівщині та ін.
З початку 2014 року Тетяна дала близько 100 концертів, в тому числі сольних, у таких містах, як Київ, Львів, Кривий Ріг, Тернопіль, Миколаїв, Житомир, Южноукраїнськ, Івано-Франківськ, Рівне, Хмельницький, Кам'янець-Подільський, Олександрія, Котовськ, Миргород, Трускавець, Попасна, Чортків, Борщів, Мала Виска, Мостиська, Стара Синява, Поляна, Драбів, Чорнобай, Заліщики, Біла Церква та багато інших. Спеціально для української діаспори влітку 2014-го менеджментом співачки було організовано та проведено 2 сольних концерти в Іспанії.

## Особисте життя
Заміжня, виховує двох доньок Анастасію та Надію.

## Дискографія

### Альбоми
2004 рік — «Кохай»
1. «Без тебя» (муз. О. Злотник, сл. О. Вратарьов).
2. «Повернемось у дім» (муз. О. Злотник, сл. Ю. Рогоза).
3. «Се Ля Ви» (муз. О. Злотник, сл. А. Демиденко).
4. «Kolorowe jarmarki» (муз. Я. Ласковскі, сл. Р. Уліцкі).
5. «Дед Мороз» (муз. та сл. Т. Піскарьова).
6. «Києве святий» (муз. Т. Піскарьова, сл. О. Кащина).
7. «Конвоир» (муз. І. Демаріна, сл. Ю. Рибчинський).
8. «Кохай» (муз. А. Укупнік, сл. О. Гегельський).
9. «Красавица» (муз. О. Злотник, сл. О. Вратарьов).
10. «Не надо» (муз. О. Злотник, сл. Ю. Рогоза).
11. «Нежность» (муз. О. Пахмутова, сл. Є. Добронравов).
12. «Кошка» (муз. Л. Остапенко, сл. І. Лазаревський).
13. «Жива вода» (муз. та сл. Т. Піскарьова).
14. «Келих Дружби» (муз. В. Засухін, сл. Ю. Рибчинський).
15. «Гімн Землеупорядників» (муз. Т. Піскарьова, сл. О. Зажирій).

2006 рік — «Віч на віч»
1. «Музика рідного дому» (муз. О. Злотник, сл. О. Вратарьов).
2. «Душа» (муз. Р. Квінта, сл. В. Куровський).
3. «День і ніч» (муз. Р. Квінта, сл. В. Куровський).
4. «Світ без тебе» (муз. та сл. Д. Ципердюк).
5. «Віч на віч» (муз . та сл. Л. Остапенко).
6. «Жіноча доля» (муз. Р. Квінта, сл. В. Куровський).
7. «Перепілочка» (муз. О. Злотник, сл. О. Вратарьов).
8. «Зоряна» (муз. О. Шак, сл. П. Мага).
9. «Згадай» (муз. та сл. О. Зажирій).
10. «Солов'їна» (муз. Р. Квінта, сл. В. Куровський).
11. «Сонце» (муз. Р. Квінта, сл. В. Куровський).
12. «Чорна кава» (муз. О. Злотник, сл. Ю. Рогоза).

2007 рік — «Все для тебе»
1. «Привітальна» (муз. В. Засухін, сл. Ю. Рибчинський).
2. «Яблуневий розмай» (муз. та сл. В. Волкомор).
3. «Там отам» (муз. О. Злотник, сл. О. Вратарьов).
4. «Але ж я тебе любила» (муз. Г. Крупнік, сл. Д. Гольде).
5. «Червона вишня» (муз. О. Шак, сл. В. Крищенко).
6. «Два крила» (муз. Р. Квінта, сл. В. Куровський).
7. «Листья желтые» (муз. Р. Паулс, сл. Я. Петерс, перекл. І. Шаферан).
8. «Правда» (муз. Р. Квінта, сл. В. Куровський).
9. «На-рі-на» (муз. О. Злотник, сл. О. Вратарьов).
10. «Небо» (муз. О. Злотник, сл. О. Вратарьов).
11. «Та, которая поет» (муз. Р. Квінта, сл. В. Куровський).
12. «Журавли» (муз. Я. Френкель, сл. Р. Гамзатов).
13. «Зима-царівна» дует з Олегом Шаком (муз. О. Шак, сл. В. Герасименко).

2010 рік — «Женское кино»
1. «Обручальных колец золото» (муз. Є. Скріпкін, сл. Д. Мігдал).
2. «Целую в сердце» (муз. Г. Пугачов, сл. Д. Гольде).
3. «Ты спишь, а я…» (муз. Г. Пугачова, сл. В. Коробко).
4. «Снег» (муз. Т. Піскарьова, сл. І. Цілик).
5. «Без платья» (муз. Т. Піскарьова, сл. І. Цілик).
6. «Родина» (муз. Є. Скріпкін, сл. Д. Мігдал).
7. «Колыбельная» (муз. Т. Піскарьова, сл. Д. Гольде).
8. «Ты так просил» (муз. Т. Піскарьова, сл. І. Цілик).
9. «Баритон» (муз. Т. Піскарьова, сл. І. Цілик).
10. «Домино» (муз. Т. Піскарьова, сл. І. Цілик).
11. «Нежность» (муз. Т. Піскарьова, сл. І. Цілик).
12. «Режиссер» (муз. Т. Піскарьова, сл. І. Цілик).
13. «Сердце» (муз. Т. Піскарьова, сл. І. Цілик).
14. «Лодочка» (муз. Р.Квінта, сл. В. Куровський).
15. «Ты так просил» (муз. Р. Квінта, сл. В. Куровський).

2013 рік — «Тетянин день»
1. «Мой мужчина» (муз. Т. Піскарьова, сл. С. Кравчук).
2. «Повернись» (муз. Т. Піскарьова, сл. В. Кубінський).
3. «Вперше» (муз. та сл. М. Мозговий).
4. «Если бы не ты» (муз. та сл. Т. Піскарьова).
5. «Настя» (муз. та сл. Т. Піскарьова).
6. «Платок» (муз. О. Ольшевський, сл. А. Матвійчук).
7. «Женщины любят глазами» (муз. Т. Піскарьова, сл. І. Цілик).
8. «Любовь-беда» (муз. Т. Піскарьова, сл. І. Цілик).
9. «Контур любви» (муз. О. Шак, сл. О. Вратарьов).
10. «Будьмо» (муз. та сл. С. Бакуменко).
11. «Берег любові» (муз. Г. Татарченко, сл. В. Крищенко).

2014 рік — «Музичні листи на війну»
1. «Мамина молитва» (муз. та сл. Т. Піскарьова).
2. «Мій тато — герой!» (муз. Т. Піскарьова, сл. Р. Біль).
3. «Обними меня» (муз. Р. Карлос, сл. Т. Піскарьова).
4. «Расскажу тебе о любви» (муз. Т. Піскарьова, сл. А. Дмитрук).
5. «Хоробре серце» (муз. М. Алехандро, сл. Р. Біль, Т. Піскарьова, В. Мельниченко).
6. «Вставай, о земленько моя» (муз. та сл. В. Кубінський).

2016 рік — «Люблю»
1. «Люблю» дует з Олегом Шаком (муз. О. Шак, сл. П. Мага).
2. «Щаслива» (муз. Т. Піскарьова, сл. Т. Піскарьова, Р. Біль).
3. «Черемшина» (муз. В. Михайлюк, сл. М. Юрійчук).
4. «Білі лілеї» (муз. О. Злотник, сл. С. Литвин).
5. «Загадаю Миколаю» (муз. Т. Піскарьова, сл. К. Перпета).
6. «Ти — та любов» дует з Олександром Балбусом (муз. О. Балбус, сл. Л. Пономаренко).
7. «Підходящий» (муз. Т. Піскарьова, сл. В. Крищенко).
8. «Матіола» (муз. М. Мозговий, сл. В. Крищенко).
9. «Білі троянди» (муз. Т. Піскарьова, сл. В. Крищенко).
10. «Любила, вірила, прощала» (муз. В. Будейчук, сл. І. Зінковська).
11. «Сколько той жизни» (муз. Г. Крупнік, сл. Л. Архипенко).
12. «Пісня про Рівне» (муз. Т. Піскарьова, сл. О. Кобилочна).
13. «О тебе» (муз. та сл. Т. Піскарьова).
14. «Назавжди» (муз. Т. Піскарьова, сл. К. Перпета).
15. «Te Amare» (муз. Т. Піскарьова, сл. А. Гомаріс).
16. «Любов одна» (муз. Т. Піскарьова, сл. К. Перпета).
17. «Подруга» (муз. та сл. Т. Піскарьова).
18. «Сім'я» (муз. В. Будейчук, сл. І. Зінковська).

## Музичні відео
- 2002 рік — «Кохай» (муз. А. Укупнік, сл. О. Гегельський, режисер — Наталія Шевчук)
- 2003 рік — «Дед Мороз» (муз. та сл. Т. Піскарьова, режисер — Наталія Шевчук)
- 2004 рік — «Сонце» (муз. Р. Квінта, сл. В. Куровський, режисер — Максим Паперник)[9]
- 2005 рік — «Солов'їна» (муз. Р. Квінта, сл. В. Куровський, режисер — Максим Паперник)[10]
- 2006 рік — «День і ніч» (муз. Р. Квінта, сл. В. Куровський, режисер — Максим Паперник)[11]
- 2008 рік — «Ты так просил» (муз. Т. Піскарьова, сл. І. Цілик, режисер — Алан Бадоєв)[12]
- 2009 рік — «Обручальных колец золото» (муз. Є. Скріпкін, сл. Д. Мігдал, режисер — Ольга Навроцька)[13]
- 2013 рік — «Женщины любят глазами» (муз. Т. Піскарьова, сл. І. Цілик, режисер — Ольга Навроцька)[14]
- 2013 рік — «Если бы не ты» (муз. та сл. Т. Піскарьова, режисер — Володимир Шурубура[15]
- 2014 рік — «Повернись» (муз. Т. Піскарьова, сл. В. Кубінський, режисер — Роман Гамкало)[16]
- 2015 рік — «Расскажу тебе о любви» (муз. Т. Піскарьов, сл. А. Дмитрук, режисер — Влад Кочатков)[17]
- 2019 рік — «Тебе Люблю» (муз. Н. Турбіна, сл. Т. Піскарьов, режисер — Серж Бандерас)[18]
- 2020 рік — «Сестра» (муз. Т. Піскарьов, сл. Т. Піскарьов, режисер — Костянтин Косянчук)[19]

## Нагороди
- 2003 рік  - присвоєно почесне звання «Заслужений артист України».
- У 2016 році стала лауреатом Всеукраїнської премії «Жінка ІІІ тисячоліття» в номінації «Рейтинг».